# 福佬沙文主義
福佬沙文主義，亦稱福佬人沙文主義、福佬中心主義、福佬中心論、閩南沙文主義、閩南人沙文主義，為自中華民國的黨外運動時期起，即出現在臺灣社會中的沙文主義的一種，其是指主張閩南裔臺灣人才是臺灣人，而只有閩南裔臺灣人的母語才是臺灣話的態度、意念、看法。該類詞彙，亦用在若干以閩南裔臺灣人為主體且存在著無視其他臺灣族群傾向的文學、政策、政黨等事物上。抱持福佬沙文主義的人的行為，通常是表現在對於臺灣的日常生活的語言使用上。

## 起源
福佬沙文主義者之何以在臺灣社會中出現，在背景上，可能是與群眾活動有關。任職於中華民國中央研究院社會學研究所的學者王甫昌表示，於1980年代中葉，為了對抗中國國民黨的中國民族主義，由民主進步黨所主導的政治反對運動的群眾活動，其社會脈絡的主要功能，「可以說是在建立及傳播一套用來支撐臺灣民族主義的『族群傳說』」。按照王氏的觀察，「反對運動在這些群衆活動脈絡中，所要形塑的民族是『臺灣人』；而造成目前臺灣民族沈淪的敵人，則是外來政權『國民黨』；只有讓國民黨下臺，臺灣人才能恢復民族的光榮（『臺灣人出頭天』）」。他表示，大多數群眾活動的脈絡，無論是出於有意的設計或是無意的演變，亦均是強化這種想法。王氏並且表示，在語言的使用上，反對運動者，通常將閩南語改稱為「臺語」；將中華民國國語改稱為「北京話」。在群眾活動中，對於少數無法使用「臺語」來演講，也不為此事而向觀眾表達歉意的演講者，觀眾往往會用噓聲、叫囂、騷動或是離開會場的方式，來壓迫臺上的演講者使用「臺語」。民主進步黨，即透過在數次群眾活動中的同民眾之間的互動，形塑此種特有的語言規範。在該政黨宣傳的臺灣民族主義論述中，所謂之「臺語」，也就是閩南語，即被當成是「臺灣民族國家」的語言。另外，在這類群眾活動中，亦往往會大量使用閩南語的歌曲，來加強活動的氣氛。例如，《補破網》、《望你早歸》、《臺灣人出頭天》等。

自高雄醫學大學畢業且以臺灣近現代社會史為研究領域的曾健民表示，反抗中國國民黨的黨外運動，到了1980年代中後期，即發生了變化——「民進黨成立後，逐漸傾斜向反中國的運動，臺灣話隱然成為其陣營內區別忠誠度的尺度，因而出現了福佬沙文主義的現象」。曾氏亦表示，「同時，臺灣話也成了臺灣的族群政治（其實體是省籍政治）動員的最有效工具，一種萬靈丹。」民主進步黨人楊祖珺表示，在臺灣的黨禁與報禁趨向解除之際，「『講臺語』成了一些團體『辨忠奸』的標準。主張臺獨一定會說臺語，說臺語意味著傾向臺獨，在一些反對派的場合，不說臺語都成了『臺奸』的罪名。這些似是而非的模糊印象，也隨著『臺獨』主張自由化後，刻入了人們的腦海。」屬於臺灣外省人後代且任職於中華民國中央研究院民族學研究所的美國紐約市立大學人類學博士胡台麗，在出版於1997年的著作中回憶，自己過去在紐約參加以閩南語為主要交談語言的聚會時，曾經遭人在背後探問：「那女孩不會講臺灣話來參加幹什麼？會不會是國民黨的特務？」對於這一言論，胡氏是「難受得久久不能釋懷」。在國立臺灣大學建築與城鄉研究所獲得博士學位的楊裕富則是認為，「閩南沙文主義的幼苗與胎記」，是在臺灣清治時期的漳泉械鬥與閩粵械鬥中成形的。美國哈佛大學政府學博士任雪麗亦認為，對於臺灣原住民與臺灣客家人而言，其中所隱含的排他性與優越感，是「折磨了他們好幾個世紀」。

2001年，任職於廈門大學臺灣研究中心的學者陳孔立，在討論去中國化的學術論文中表示，民主進步黨，是將臺灣社會中的語言問題予以「政治化」。由於該政黨不斷去歌頌「臺灣人本質主義」的傾向，因此就導致了若干文化符號「被賦予神聖的位置」。其中，為閩南裔臺灣人通稱「臺語」的閩南語，即「被當成是認同臺灣土地或人民的標準」。2005年，任職於廈門大學臺灣研究院的學者劉國深，即在討論民主進步黨的意識形態的學術著作中表示，少數學者與政客，在文字上，是強調使用漢字書寫的閩南語來取代同用漢字書寫的國語。例如，不寫「殺死人」，改寫「刣死人」；不寫「知道」，改寫「知影」。他亦表示，有些政治人物，在口語表達上，甚至將能否說閩南語「當成評判是否能為臺灣人著想的標準」。2014年，武漢大學政治學博士劉文科，則是在討論民主進步黨的選舉策略的學術論文中表示，該政黨是在「追求權力和推銷其政治產品時，比其政治對手更自覺地運用了市場細分理論」，以「較為精準地鎖定其營銷對象」。由於它是將臺灣南部地區的縣、市當作「票倉」，因此其是藉由臺灣南北的發展差異且採用「臺灣人出頭天」、「福佬沙文主義」的宣傳手段，而使得臺灣南部地區的民眾來支持自己，以形成在臺灣政治中的所謂臺灣南部地區「基本盤」。

## 表徵

### 語言
福佬沙文主義者的行為，通常是表現在對於日常生活的語言使用上。由於閩南裔臺灣人是臺灣人口中最多的族群。因此，福佬沙文主義者，多會要求同處於臺灣社會中的其他族群在溝通時必須講他們的閩南話母語。與客家話、原住民語等語言的地位相同，這一語言，直至中華民國教育部於2001年正式推動鄉土語言教學以前，並不在九年國民義務教育的語言教學範圍內。兄長是民主進步黨人黃偉哲且血統是閩南裔臺灣人的英國萊斯特大學碩士黃智賢，即在討論臺灣政治的專門著作中表示，福佬沙文主義者是「認定福佬話就是臺灣話，福佬人就是臺灣人」。這也「暗喻外省人沒有資格立足臺灣，而客家人和原住民也不算是『正港』（台语，正宗，地道）臺灣人」。 

舉例言之，在《美麗島》的發行人黃信介出獄後不久，竹北的民主進步黨人，曾經在當地舉辦了一場黨外的群眾大會來歡迎黃氏。按照來自於竹南中港的與會者劉某的回憶，當時參加該大會的群眾中，約有五分之三為客家裔臺灣人。大會的演講活動，是以閩南裔臺灣人的閩南語為起頭。在三、四位講者順利的以閩南語演講完成後，一位客家的民主進步黨籍公職人員以客家語演講時，卻遭遇七、八個人在臺下大聲地喊：「講臺灣話啦！客家話，我們聽不懂！」與會者劉某表示，當時的上千位客家聽眾，是以沉默來回應那「略帶酒意的吼叫」。而臺上的客家講者，即被迫的改以閩南語演講。與會者劉某也表示：「但是，大家心中刺激很大。原來客家話不是『臺灣話』哩。客家人也不算是他們心目中的『臺灣人』吧。」畢業於國立清華大學的學者張世賢亦在其著作中表示，臺灣解嚴以後，伴隨著臺灣民主化的選舉活動的蓬勃發展，當時在客家所舉辦之造勢活動中，閩南人可以使用閩南語演講而不會遇到客家人的抗議。不過當客家人使用客家語演講時，卻是經常出現位在臺下的少數閩南人，高聲表達出其「聽不懂」的抗議。而且他們更是會大喊「用『臺語』講啦！」至於臺灣外省人遭遇群眾抗議之事，也不少見。擔任過臺灣省省長一職的宋楚瑜即在出版於2023年10月的著作中回憶，於1994年時，在因為臺灣省省長改由直接選舉產生而由中華民國政府所舉辦的廿八場「公辦政見發表會」中，以在嘉義市與彰化縣的兩場發表會的秩序，最是混亂。其中，於1994年11月29日舉辦在彰化縣的臺灣省立員林高級農工職業學校的發表會上，支持民主進步黨籍候選人陳定南的群眾，由於受到當時省籍情結的氛圍的影響下，而不斷向其他候選人發出鼓譟。對於群眾的鼓譟，宋氏是為此喊停了十次。而同為候選人的新黨的朱高正，則是為此喊停了廿三次。即使發表會的主持人，曾經六度出聲制止群眾的行為，他們仍是「有時吶喊『聽嘸啦』，有時高呼『講臺語』」。

儘管臺灣社會中的其他族群有時候面對福佬沙文主義者，是抱持著退讓的態度，不過，仍然有臺灣客家知識分子以行動來表示，自己的母語也是臺灣話的看法。例如，於2005年退休的國立臺灣大學歷史學系教授李永熾，過去在1980年代至1990年代替黨外人士助選的場合上發言時，曾經遇人大聲抗議：「你為什麼說北京話？你是不是臺灣人？你不會講臺灣話嗎？」李氏表示，他當時很生氣，所以「立刻轉用客家話發言」，而「那個人雖然聽不懂，但也沒辦法反駁客家話不是臺灣話，摸摸鼻子就坐下了。」當時的主持人，便因此再請他使用中華民國國語發言，因為，如果他繼續使用客家話發言，等於是無法與在場的多數聽眾溝通。在相繼受到日本與中華民國的國家權力影響下，李氏認為：「臺灣的語言不只有閩南語，不能『因為多數臺灣人說這種話』，所以被壓制的閩南話就等同於臺灣話，位階高於其他語言，這叫客家人及原住民情何以堪？」他亦認為：「臺灣的四大語群都是『國語』（國家語言），只要能夠溝通，哪一種『國語』都可以。」相似的情況，亦發生在撰有《寒夜》三部曲的作家李喬身上。1994年，在替許世楷助選的場合上，當李氏使用中華民國國語進行演講時，臺下的聽眾，由於以為李氏是閩南裔臺灣人，就「一直喊著『講母語啦！講母語啦！』」對於聽眾的抗議，李氏即請范文芳與鄭邦鎮兩人，加入其演講活動。每當李氏講一句母語——客家語，就由范氏譯成一句國語，再接續由鄭氏譯成一句閩南語。當這一方式導致「聽眾都受不了」時，李氏即表示：「我們今天是要把許世楷送進立法院，還是我們要在這邊計較用哪一個語言？」於是聽眾才安靜下來。

除此之外，亦有臺灣社會中的外省族群知識分子，在面對福佬沙文主義者的行為時，表達了看法。例如，於1990年7月，擁有赫哲族血統且在輔仁大學史學系擔任教授的尹章義表示，由於自己會說流利的閩南語和少許的客家語，因此在演講時，會經常地將它們摻合使用。不過，當他在演講時，仍然三次遭遇臺下的福佬沙文主義者的叫嚷。他們要求尹氏「使用『臺語』」，而「不要用國民黨的『國語』」。針對這些福佬沙文主義者的行為，尹章義則是「直截了當的告訴臺下的群眾，這種缺乏包容性而且不尊重他人的態度，必定會摧毀全臺灣人民好不容易掙得的民主和繁榮。」

若干激進的福佬沙文主義者，則會針對臺灣社會中的非閩南語使用者，來使用歧視性語言。例如，在出版於1992年的著作中，屬於臺灣外省人後代且作為民主進步黨人的歌手楊祖珺表示，在其早年接觸黨外運動時，每一次遇到出現中華民國國語的場合，都會見到參加運動的醫師田朝明，以「臺語！講臺語啦！講那什麽豬話！」等話大聲抗議他人。儘管田氏是聽得懂國語的。對於非閩南語使用者的人身攻擊的狀況，亦不少見。例如，過去任教於國立臺灣師範大學的林玉在出刊於1997年12月16日的社論中認為，反對其使用閩南語來授課的學生，是「心態有病，應亟早去看醫生」。他並且認為，「眾多教授沉迷不醒」，仍然使用中華民國國語來授課。但是，當有人使用閩南語時，林氏卻又批評其人的行為。如：在中國國民黨秘書長蔣孝嚴分別輪流以中華民國國語、客家語、閩南語來向臺灣人發表秘書長的上任演說後，林氏即在出刊於1997年12月23日的社論中批評，蔣氏是「可能心中還感到倒霉厄運的學會了臺語及客語」。林氏並且認為，「或許在他的潛意識中，還料定『母語』是下賤，『國語』才是上流」。

在閩南裔臺灣人中，對於此類問題，即有若干知識分子表達其看法。1995年12月9日，擔任中華民國臺灣省臺北縣縣長一職的德國海德堡大學法學博士尤清，在召開於國立臺灣大學理學院思亮館國際會議廳的學術研討會上指出：「臺灣是一個多民族、多語言跟多元的社會，過去漢人有這個沙文主義，現在我發覺河洛也有沙文主義，你看我們用臺語就變成河洛話，客家話就變成不是臺語。所以我們檢討起來，這個我們先反省，我們檢討。現在河洛人有一個沙文主義，就是說他們最強、他們最大，河洛最大，你們那個都不是，都不是臺灣話，我們是臺灣人，你們都不是。這個我來看，這點若不反省，以後這個是一個亂源。」他表示，欲建立一個多語言、多文化的多元社會，「這就要容忍、尊重才可以和諧。」

### 認同與身分
1976年11月20日晚上，當美國威斯康辛大學文學博士顏元叔在美國密西根州為安那堡通訊社演講時，曾經遭人質問一個使得他一時語塞的問題——「顏先生，你好像很愛臺灣。不過你不會講臺灣話，你怎麼愛臺灣！？」在眾人的沉默下，顏氏後來向那個人反問：「難道我們一定要會說京片子，才能愛中國？難道漢奸都不會說中國話？」1979年9月22日下午，在由黃河雜誌社於臺北市自由之家明駝廳所舉辦的主題為「政治溝通」的座談會上，屬於臺灣外省人的無黨籍考試委員丁中江，在討論國是時，曾經當面向無黨籍立法委員、《美麗島》發行人黃信介表示：「我愛國，我愛臺灣，雖然我不會講臺灣話，可是我願意爲臺灣這塊土地流汗流血，甚至犧牲生命。我的家鄉雲南我只住了三年，可是我在[臺]灣已住了十七年。你不能講因爲我不會講臺灣話我就不愛臺灣」。在眷村長大，亦屬於臺灣外省人後代的林正，在1981年參選臺北市議員時，曾經遭遇敵對候選人辱罵為「外省豬」的狀況。而對方之所以辱罵林氏的理由，則是「一個從小在臺灣長大的年輕人，竟然不會說臺灣話，這證明他對臺灣毫無感情」。

福佬沙文主義者認為，語言，是與認同、立場、身分結合在一起的。學者劉強即指出，對於臺灣社會中的省籍矛盾的操縱，部分支持臺灣獨立運動者，是表現出閩南裔臺灣人的沙文主義。「如，有政客高唱『吃臺灣米，喝臺灣水，不會說臺灣話（閩南話）的中國豬滾回去』、『臺灣話就是福佬話（意味著客家話不算臺灣話）』等等。」劉氏亦表示：「此類激越言論，都表現出優勢族群的自大心態與『同化論』取向。這種『福佬沙文主義』的種種表現不僅激起了本省族群的不滿，也激發了客家人和原住民的文化自覺與對抗意識，迫使客家人和原住民『重返各自的姆庇之家』。」任職於中華人民共和國中國社會科學院臺灣研究所的中山大學法學碩士王建民，在出版於1996年5月的紀實性讀物中指出：「那些高喊『民族自決』、『臺灣人講臺灣話』的人却未能尊重其他族群。閩南意識強烈的部分福佬人主張說母語臺灣話（閩南話），排拒講『國語』（普通話，北京話）的外省人，責怪外省人到現在還不會講臺灣話。然而在原住民看來，漢人來臺四百餘年，也同樣不會講原住民的語言。又如何解釋？有沒有個『說法』？這種雙重標準不僅體現了族群之間的鴻溝，也反映了所謂『臺灣人意識』的不公。」

擔任國立臺灣大學外國語文學系教授一職的美國史丹褔大學文學博士廖咸浩，在刊載於1993年5月13日《中國時報》上的文章中表示：「『吃臺灣米、喝臺灣水四十年，居然不會說臺灣話』這句話在當前的臺灣儼然已變成了檢驗『臺灣身分』的重要指標。可以想見的是，不少臺灣住民會因此而很尷尬的發覺，自己已成了臺灣的邊緣人；有人甚至還因此生出『新亞細亞的孤兒』之嘆。顯然，這句話在臺灣所引起的身分震撼並不容小覷。從這句話所引出的問題是，不會說臺灣話（其實是福佬話）的人是否犯了『不認同本土』的錯誤？而且是否也因此在『臺灣身分』上有所不足？」廖氏指出，在當前臺灣社會中，上述的公式「臺灣米＝臺灣水＝臺灣話（福佬話）＝臺灣人」之何以會產生，則是因為部分強調臺灣意識的論述者，其所表現的過度中心論（centrism）與本質論的傾向。他們的論述，也算是複製了過去舊式中國民族主義曾經造成的問題。而這種論述，亦是「為臺灣本質設定了種種正字標記的條件」。於是，在區分主流與次要、中心與邊陲的思考下，所謂臺灣人的定義，即在套用於臺灣的各種族群時，有了不同純度或是等級的分別——「本省人是中心，外省人是邊陲，本省人之中，閩南是中心，客家是邊陲。」他亦指出，強調臺灣意識的論述者，相當程度地將在身分與文化上的中國民族主義的架構，予以翻轉，並且是變成福佬中心主義的。這是「從而把臺灣各少數族群文化貶為次等，其臺灣身分自然也有所不足。」

在一本講授邏輯學與倫理學的著作中，任教於中原大學與佛光大學的學者喻肇青、張華蓀、張道本等人為了解釋邏輯學中的概念——「若P則Q」，以及介紹真值表的使用方法，即提出「如果是臺灣人，就會講臺灣話」，並且依照此一命題進一步表示「因為某甲是臺灣人，所以某甲就會講臺灣話」，作為邏輯思考上的案例。他們指出，除了可以使用真值表進行命題的驗證之外，尚可以尋找「前提為真，結論為假」的例子。若能找到這種例子，則表示命題為不成立。以這個例子而言，許多臺灣的年輕人，並不會講臺灣話。因此，由這種反例，乃可以證明「如果是臺灣人，就會講臺灣話」的命題為不成立。在這尋找例子的過程中，亦牽涉了如何定義「臺灣人」與「臺灣話」的問題。而這些問題均必須被釐清。所謂的「臺灣人」，是指在臺灣出生的人？還是指住在臺灣的人？住在臺灣的人是住了多久？又或是指住在臺灣的家族？住在臺灣的家族是住了幾代？等多個問題。至於所謂的「臺灣話」，是指臺灣南島語？還是閩南語？須要講得多流利或是通過哪些語言考試，才能算是「會講」？與釐清「臺灣人」的定義相同，仍也是必須考慮多個問題。

生為臺灣原住民族中的卑南人的比利時魯汶大學漢學碩士孫大川，在研究臺灣族群問題的論文中表示，臺灣的本土意識，「發展至民國七〇年代之後，逐漸有閩南沙文主義的傾向。在其國家之想像建構中、在其歷史重建的詮釋系譜裡，以及他們在語言文化象徵之運作上，都充滿了福佬民族主義的色彩，是臺灣版的『驅除韃虜』。」孫氏指出，「這不但引起客籍族群的警覺，更引起外省族群深刻的危機感。」而在出版於1999年12月的學術論文集中，擔任行政院原住民委員會副主任委員一職的孫氏亦表示，在面對愈來愈嚴密而有效的國家機器時，原住民，是逐漸地喪失其「民族認同的線索」。在這一過程中，行政空間的有效操控，實乃一不容忽視的力量。而隱藏在它背後的族群偏見，則是透過民國七十年代後期的在社會上有關族群問題的熱烈討論才彰顯出來。

## 討論

### 語言
1983年9月29日，擁有閩南裔臺灣人血統的作家陳映真，在美國愛荷華市的與日本東京大學博士戴國煇、美國堪薩斯大學碩士呂嘉行、文藝評論家譚嘉、編輯出版家葉芸芸的聚焦於「臺灣人意識與臺灣民族」的對談會上表示：「國民政府在臺灣推行國語，可說是前所未有的成功，但是推行的手段卻是相當不合理也是極為不健康的，譬如限制大眾傳播的閩南語時間，限制歌仔戲、布袋戲的演出，甚至在學校說方言的學生要受到處罰，使用方言——我們的母語竟然成為一種羞恥！」陳氏在批評由中國國民黨所推行的政策時，他更表示：「現在臺獨分離運動卻也沒有超越國民黨，在反抗國語政策的同時，自己也帶著『福佬話沙文主義』，充分地漠視其他如客家話、高山各族語言的存在。」1987年，在新新聞編輯部的採訪下，當以《野火集》一書聞名於臺灣社會的作家龍應台詢問中華民國的民主進步黨籍立法委員朱高正「是否贊同以方言取代國語」時，朱氏表示：「堅決反對！我舉個例，我到客家聚居的地方，像苗栗或竹東，他們説我可以用閩南語講，我堅持我用北京話講，因爲我尊重每個『語系（原文如此）』，如果你强迫客家人使用閩南語，那慘了，這樣下去二十年客家話就完蛋了，這是我的基本立場，我認為應該有個共通的語文。」

自國立臺灣大學人類學系畢業的陳昭如，在刊登於1995年3月的討論地下電臺的文章中，即以傳播學的觀點表示，存在於當時臺灣各地的地下電臺，在突破中華民國政府對於廣播媒體的壟斷與言論自由的限制的貢獻上，是「大家有目共睹的」。但是由於這些地下電臺，在政治上，多數是傾向於民主進步黨的立場；在族群上，多數是抱持著福佬沙文主義的態度；在語言上，清一色是僅以閩南語去發音。所以使得臺灣社會中的許多人仍然認為，屬於他們生活世界的重要議題與能夠讓他們在地下電臺上暢所欲言地表達的機會，一直是被淹沒、忽略、排擠的。在國立臺灣大學政治研究所獲得碩士學位的簡炯仁，在出版於1995年8月的討論臺灣歷史的著作中表示，關於當前的族群與語言議題，臺灣人是對由中華民國政府所施行的國語政策「猶心有餘悸」。因此，「如果冒然以河洛話為臺灣的普通話，將會犯下霸道的河洛沙文主義的錯誤，引起其他弱勢族群的不安，進而影響族群的融合。」專門研究臺灣海峽兩岸關係的學者陳力生，則是在出版於2002年4月的著作中表示：「於今以閩南語為『臺語』，在鄉土語言教學中，分臺語、客語、原住民語三個班次，置客語與原住民語言於『臺語』之外。這是福佬沙文主義的充分表現。」

2005年，擔任中華人民共和國中國社會科學院臺灣研究所助理研究員一職的學者趙會可表示，臺灣當局的語言規劃擁有一種特性，即是「只看重語言的高度政治意涵，而根本不考慮設立14種『國家語言』是否可行」，其並且「也不反省提高閩南語地位是否對人口數居於劣勢的客家族群、原住民是否構成『福佬沙文主義』。」趙氏亦表示：「臺灣當局和有關人士大力進行閩南語言文字及通用拼音方案的推廣，一方面透露出『福佬沙文主義』傾向，另一方面將『臺語羅馬字』奉為『正統』，實際上是對西方殖民文化的屈從。」任教於廈門大學的許長安，則是在2006年的討論臺灣鄉土語言教學的論文中表示：「閩南語、客語、原住民各族語等等，作為鄉土語言，我們相信所有人都會贊成應該要流傳、而且互相學習。但是如果要將閩南語提升到國語的位階，恐怕是一種福佬沙文主義的心態，無法得到其他族群的諒解。」於2004年至2006年間擔任中華民國總統府國策顧問的前中國共產黨人阮銘，在出版於2009年4月的著作中指出，專門研究臺灣歷史的國立臺灣師範大學碩士李筱峯是認為「獨尊普通話（官北話）為『國語』，而壓制其他語言，和獨尊福佬話為『臺語』，而排斥其他語言，都同樣患著相當強烈的語言歧視和專制獨裁心態」。

從語言與認同的關係來討論問題者，亦不乏其人。作為美國政治學界中的海峽兩岸關係的研究專家，任教於北卡羅萊納州戴維森學院的哈佛大學政府學博士任雪麗，在出版於2010年的討論臺灣的專門著作中指出：「年輕人對於用語言判定一個人愛不愛臺灣感到反感，語言對他們來說只是溝通的工具，不是族群認同的標記。」長期在德國擔任中華民國外交官的國立政治大學政治學博士蔡慶樺，則是在出版於2020年的著作中表示，在德國社會中，所謂之「日常種族主義」的內容之一，是將「德國認同或是德國身分」與「是否能夠使用德語」予以掛勾。而這種刻板印象，是很可疑的。以閩南語同父母親交談的蔡氏亦表示，在認同與語言的關係上，自己是「不覺得以語言來定義臺灣身份是正確的事」。

### 文學
學者尹章義在出刊於1990年6月的研究臺灣文學的論文中表示，「所謂『臺語』並不包含臺灣所通行的各種語言而單指福佬話，可以說是『福佬沙文主義』的產物。少數人認為『獨立自主的臺灣文學』必須是『臺語文學』」。他指出，「假若我們明白臺灣的福佬話也是大陸『閩南語』東傳的支流，建立在福佬沙文主義者所虛構的『臺語』之上的『臺語文學』，必定經不起經驗事實的驗證。企圖透過『臺語文學』建立『自主性的臺灣文學』恐怕也只是一場易醒的春夢。」

於1990年代，美國華盛頓大學文學博士邱貴芬，在運用西方後殖民理論來研究臺灣文學的定位問題時表示，臺灣本土文化的重整運動，其所觸及的語言問題，確實擁有導致同在臺灣的其他族群不安的福佬沙文主義危機。因此，他在挪用後殖民理論中的文化混種與學舌（mimicry）的概念上主張，臺灣的國語，可以被視為臺灣的語言，以作為不同母語族群之間的溝通工具，而不必將之視為外來的語言，且加以敵視。在思索問題的立場上，邱氏是贊同臺灣本土運動，但是反對將「本土」化約為「福佬」與本土運動中所潛藏的福佬沙文主義傾向，以避免如作家李喬所言之對於其他弱勢族群產生了另一次的「語言暴力」。而在現代的臺灣文學作家中，也有意識到族群問題者。例如，國立臺灣大學歷史學碩士、美國華盛頓大學歷史學博士陳芳明，於2000年代，在討論筆名為「履彊」的蘇進強的寫實主義文學的文章中指出，蘇氏「是體認到臺灣文化的主體絕對不是單一的、特定的族群所能壟斷。漢人中心論或福佬中心論，都只會帶來文化的傷害與内耗。他的小說不斷指出，臺灣文化的內容係由多種族群傳統與歷史記憶所構成。族群與族群之間的差異，並不構成彼此的優劣。」陳氏則是在提及自己去撰寫《臺灣新文學史》一書意向的文章中主張：「所有的漢人中心論、中原中心論、福佬中心論，都不可能在新文學史中稱霸。這是因為各個族群的文學生產力，無論在視野、格局，或在技巧、審美方面，都足以克服各種稱霸的企圖。」美國華盛頓大學歷史學博士盧建榮，在討論臺灣的國族主義小說文本的著作中表示，在其「寓目所及的族群政治小說中，指出閩南沙文主義這點的」小說，大概是僅有出版於1994年由筆名「雪眸」的林國隆所撰寫的《悲劇臺灣》一本。

在國立成功大學歷史學系任教的國立臺灣大學歷史學碩士林瑞明，在出版於1996年7月的專門研究臺灣文學的著作中表示，於1991年由林宗源、林央敏、黃勁連、李勤岸、胡民祥等廿人所組成的以閩南語創作的「番薯詩社」，其創作觀念是認為「臺語文學就是臺灣文學」。林氏表示，他們所謂的「臺語文學」，是專指以閩南語創作的母語文學。「這不免令人擔心隨臺語文學的生根、發芽，又產生另外形式的語言霸權、文化霸權。」

### 政治
在一本出版於1987年10月3日的彙集當時海內外學者的討論臺灣政治、經濟、社會等多項議題的著作中，擔任美國俄亥俄州立大學社會學系教授一職的李文朗表示，「幾個星期前，國府行政院長施政報告的時候，一位民進黨的年輕新貴，要求用臺灣話質詢，被禁止的時候，他於是破口大罵『幹你娘，來臺灣四十年還不會說臺灣話』。」他並且表示，「像這種無知無識的髒話，在世界任何國家裡，尚是少見，居然發生在我們民主聖殿裡。不僅沒有什麼禍害，而且自此身價百倍，當成民進黨的中常委，成為臺灣的『民族英雄』。」1988年12月，在《中時晚報》任職的楊渡表示：「臺獨聲浪與新國家運動在最近的連串發展中，已逐漸傾向於『福佬沙文主義』，在許多政見場合或羣衆場合中，以閩南語高喊『臺灣獨立萬歲』及『講臺灣話』的要求，已使得臺獨漸漸有福佬法西斯傾向」。

1994年9月24日，生為臺灣原住民族中的阿美人的民主進步黨原住民族委員會執行長夷將·拔路兒，在名為「族群的關係跟臺灣民族的形成」的綜合座談會上表示：「現在很多臺灣人還是停留在四百年歷史的觀念，好像四百年前的臺灣是個沒有人居住的地方」。他並且指出，在當時進行的選舉活動中，由民主進步黨籍候選人陳定南所提出的「臺灣四百年來的第一戰」的訴求，即是一種明顯受到河洛人沙文主義所形塑的歷史觀念。對於這一觀念，許多臺灣的原住民，是無法接受的。在臺灣的原漢關係的討論上，於2009年時，任教於東海大學社會學系的趙剛亦指出，如果「早期國民黨教育下『吳鳳犧牲自己感化兇蠻土著』的故事」，是「再生產了漢人學童對於原住民的優越感與刻板印象」，那麼在中華民國政府解除戒嚴令以來，「特別是以『夥伴』比喻政權與原住民關係的扁政權的『多元文化』教育下」，其實「『吳鳳』仍然存在，且是以更細緻、更矯情的福佬漢人中心主義的優越感頑強存在」。而它「只是偶而化名為『吳沙』」。趙氏表示，此一優越感，可以從某個民間的出版社所編撰的描述漳人吳沙率人去墾殖蛤仔難且接受當地原住民餽贈土地的小學社會科教材當中見到。

1995年5月，筆名為「雷鳴」的新聞工作者蔡金宣表示：「福佬人的大沙文主義，實在既不合時宜，也過份的澎脹自己。臺灣的社會目前的組合應該是福佬、客家、外省人和原住民。必須『四大家族』，互助互諒，互勉共榮，豈能一族獨大，包攬天下。」蔡氏也表示，發生於1988年12月由客家裔臺灣人所發起的還我母語運動，是「在國民黨沒有少數民族政策和福佬沙文主義之下，尋求生存的一種奮鬥求生的努力掙扎行為。」

在1996年3月的中華民國總統選舉以後，為了檢討政治路線，民主進步黨，即於同年4月12日，舉行了名為「新世代反對運動大辯論」的座談會。在當時的反省思潮下，TVBS，亦於同年同月20日，主辦了「跨世紀大辯論」。它邀請了沈富雄、游盈隆、莊淇銘、段宜康、楊照、羅文嘉、沈發惠等人參加。在該辯論會中，屬於臺灣外省人後代的第7屆臺北市議員段宜康表示，民主進步黨，應該要反省其「大福佬沙文主義」。段氏也表示，該政黨，不能只利用臺灣社會中既有的族群矛盾，來挑選在政治上最容易走的路線。

擔任過民主進步黨國際事務部主任一職的美國哈佛大學史學博士候選人楊照，則是在撰寫於1996年5月的文章中表示，民主進步黨內的政治團體——新世代，是以福佬沙文主義等詞彙來剖析當時民主進步黨人的弊病。他指出，「新世代」之為何有此一「槍口對內」的堅持道德的作法，主要是因為民主進步黨人經常在臺灣的語言使用上所表現出的問題——只講自己的閩南話母語且不尊重臺灣的其他族群的母語。楊氏認為，「新世代」的批評，是對的。不過，他們卻沒有提出能夠解決這一語言問題的方案。而他則是認為，能夠解決問題的正確方案，其實不是要大家回歸過去的「統一語言」的舊方向上，而是要大家尊重臺灣社會中的「多語事實」。易言之，並不是決定大家應該均講中華民國國語，或是閩南語，或是臺灣的其他語言，而是使得大家可以理解多種臺灣的語言。在一個多語的社會中，每個人均有使用自己的母語且使用自己所擅長的語言的權利，而在這些語言之間，並沒有優劣高下的差別。楊氏亦表示，藉由各黨各派的支持者的影響力量，大家一起來學習容忍、尊重、欣賞別人語言的態度，才可以在選擇中華民國國語，或是選擇閩南語等企圖建立單一共同語言的沙文主義與霸權精神中解脫。

國立臺灣大學政治學博士彭懷恩，在出版於2000年6月的學術著作中表示，從政治發展的角度觀之，為了應對中國共產黨的政治體系，未來的中華民國必須要從多種途徑來強化其內部的共同體意識的形成。其中，重視各族群平等的多文化主義，乃一受到國際輿論所支持的觀念。該觀念，是「反對任何的文化霸權，即無論是大中國沙文主義或河洛沙文主義」，其也「強調無論是閩南、客家、外省、原住民都有權利以自己文化表現，享受平等的政治參與。」他亦表示，這即是牽涉到承認政治（recognition politics）的問題。學者田上智宜指出，在還我母語運動發生以後，由作家鍾肇政於1990年12月所提倡的「新的客家人」的理念，其是包含了去反對將客家裔臺灣人排除在臺灣人之外的福佬沙文主義。

## 參閱
| - 語言歧視 - 仇恨言論 - 種族主義 - 重北輕南 | - 臺灣民族主義 - 臺灣媒體亂象 - 臺灣本土化運動 - 南綠北藍 |